# Dryopteris medogensis
Dryopteris medogensis är en träjonväxtart som först beskrevs av Ren-Chang Ching och S. K. Wu, och fick sitt nu gällande namn av Li Bing Zhang. Dryopteris medogensis ingår i släktet Dryopteris och familjen Dryopteridaceae. Inga underarter finns listade.